# Pietro Bellotti (1725-vers 1805)
Pour les articles homonymes, voir Pietro Bellotti et Bellotti.
Pietro Bellotti, ou Pietro Bellotto, est un peintre vénitien de vedute, né le 22 mars 1725. Le lieu et l'année de sa mort sont inconnus, probablement vers 1804-1805. La majorité de sa carrière s'est déroulée en France.  
Il est connu sous les noms de Pietro Bellotti di Canaleti, le Sieur Canalety. Il a aussi signé des tableaux « Bellotti dit Canaleti vénitien peintre roial[réf. nécessaire] ».

## Biographie

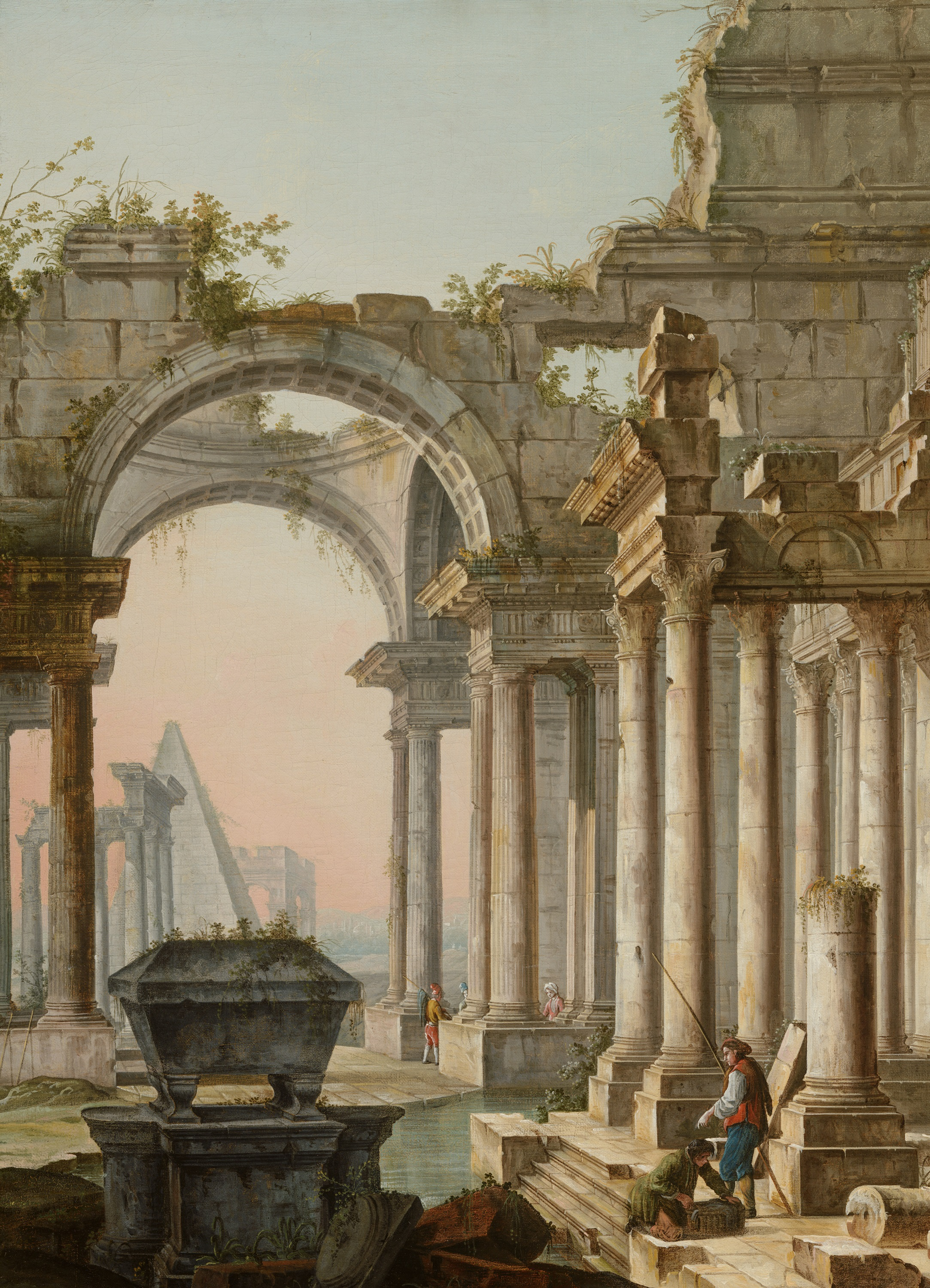
Capriccio avec ruines,
Mauritshuis.

Né à Venise en 1725, Pietro Bellotti est le fils de Lorenzo Bellotti et de Fiorenza Canal. Il est le frère cadet de Bernardo Bellotto et le neveu d'Antonio Canal dit Canaletto par sa mère. 

### Formation et jeunesse
Pietro Bellotti se forme probablement au contact de son oncle Canaletto, de son grand père et surtout de son frère ainé, Bernardo Bellotto, avec qui il voyage à Rome et peut-être à Florence en 1740. En 1741, un contrat d'apprentissage est signé entre Bernardo et Pietro, mais des distensions apparaissent rapidement entre les deux frères, qui mettent un terme à l'apprentissage. 
À la suite de la mort de son grand père et du départ de son oncle pour l’Angleterre, Pietro Bellotti quitte Venise. Il épouse une française, Françoise Lacombe en juin 1748 à Gênes, avec qui il a eu un enfant quelques mois auparavant. Le couple s’installe d’abord à Toulouse, où l’épouse à des attaches familiales et où nait leur deuxième fille, Elisabeth, le 23 mars 1749.

### Carrière itinérante et monstration d'un spectacle d'optique, «le théâtre sans pareil»
Bien que fixé à Toulouse, Pietro Bellotti embrasse une carrière itinérante à travers la France, vivant de l'exhibition d'un spectacle optique, qu'il désigne sous le nom de « théâtre sans pareil », « pièce de méchanique » ou encore d'« optique théâtrale ». Il s'agit vraisemblablement d'une boîte d'optique dans laquelle il présente des peintures topographiques dans le genre des vues d'optique. Un prospectus décrivant le spectacle est conservé à la Bodleian Library : y sont mentionnées les « plus belles vues de l'Europe, le tout peint à l'huile et de sa grandeur naturelle ». Le peintre montre notamment des vues de Venise, Florence, Milan, Turin, Versailles, Strasbourg et de différents ports de mer. Une partie de ces tableaux sont probablement dérivés de gravures contemporaines de Canaletto et de Marieschi. 
Bellotti séjourne ainsi à Nantes (1755 et 1763), Paris (vers 1754), à Besançon (1761), et en Angleterre (vers 1766). Il se serait également rendu à Lille. Outre la présentation de son spectacle d'optique, Bellotti donne des représentations de feux d'artifice et enseigne le dessin durant ses séjours. 

### Présence à Toulouse
Malgré ses longs voyages, Pietro Bellotti reste ancré à Toulouse, où il revient régulièrement. Au cours des années 1760, son épouse et sa fille continuent d'y résider pendant qu'il est en Angleterre. 
Ses tableaux sont exposés à neuf reprises aux Salons de l'Académie royale de peinture, sculpture et architecture de Toulouse (1755, 1760, 1761, 1765, 1774, 1775, 1780, 1783 et 1790), principalement présentés par des amateurs locaux qui ont acquis ses œuvres. Parmi les clients de Pietro Bellotti, figurent le marquis de Puget, qui possède une dizaine d'oeuvres de l'artiste. 
En 1765, sont exposées vingt « Vues en perspective », qui correspondent peut-être aux dix-sept tableaux identifiés par Robert Mesuret au château de Merville. 

### Décès et descendance
La date et les circonstances du décès de Pietro Bellotti ne sont pas connues : il est communément admis que l'artiste serait mort autour de 1804-1805. Cette hypothèse est nourrie par une mention dans le catalogue des collections du Musée des Augustins de 1818 indique que l'artiste est mort « depuis quelques années ».
De son mariage avec Françoise Lacombe, Pietro Bellotti a eu au moins deux enfants : 
- Élisabeth Barbe Bellotti, baptisée à Toulouse le 24 mars 1749 et mariée en 1766[1] ;
- Laurent-Raymond Bellotti, né à Toulouse en 1753, mort à Lyon le 27 octobre 1776, à 23 ans. Il a été élève de l'Académie royale de peinture, sculpture et architecture de Toulouse à partir de 1768 où il a remporté une médaille d'argent d'anatomie en 1770.  Il a exposé au Salon de Toulouse de 1774 le portrait de son père avec d'autres peintures de sa composition[4]. Il est présenté comme graveur sur métaux sur les documents de son mariage avec Jeanne-Marie Rozier (Lyon, 22 octobre 1775)[5].

## Œuvres
Une partie des peintures de Pietro Bellotti, en particulier ses vues de villes, est dérivée d'estampes gravées d'après les compositions de son oncle Canaletto (Venise), de son frère Bernardo Bellotto (Dresde) et des vedutistes Michele Marieschi (Venise) et Jacques Rigaud (Versailles et Marseille). 
Plusieurs oeuvres de Pietro Bellotti se trouvent aujourd'hui conservées en collections publiques : 
- Vue de la place Saint-Marc à Venise, Toulouse, Musée des Augustins) (voir)
- Capriccio avec ruines, La Haye, Mauritshuis (voir)
- D'après Jacques Rigaud, Vue extérieure de la chapelle de Versailles, vers 1750, huile sur toile, Versailles, châteaux de Versailles et Trianon[2].